# Jim Herrmann
James Herrmann (geb. 8. Dezember 1960) ist ein American-Football-Trainer und ehemaliger -Spieler. Er ist aktuell Cheftrainer der Raiders Tirol in der European League of Football. Herrmann war drei Jahre Spieler und 21 Jahre lang Trainer der Michigan Wolverines. Von 2006 bis 2019 war er Linebacker-Trainer in der National Football League (NFL). Mit den New York Giants gewann er 2012 den Super Bowl. Zuletzt war er Defensive Coordinator für die New York Guardians und die San Antonio Brahmas in der XFL.

## Karriere

### Als Spieler
Herrmann wuchs in Dearborn Heights, Michigan, auf. Er besuchte die Divine Child High School und spielte Defensive End für die High-School-Mannschaft.
Herrmann schrieb sich 1979 an der University of Michigan ein und spielte von 1980 bis 1982 College-Football. Er war als Inside Linebacker für die Michigan Wolverines. In drei Jahren in Michigan sammelte Herrmann 65 Tackles und drei Pass-Breakups.

### Als Trainer
1985 kehrte Herrmann als Assistant Coach an die University of Michigan zurück, ab Dezember 1989 in Vollzeit. Er war für Linebacker und Special Teams zuständig. Im Dezember 1996 übernahm Herrmann die Rolle des Defensive Coordinators. In der Saison 1997 gewann Herrmann gewann den Frank Broyles Award als bester Assistant Coach im College-Football. Ende 2005 verließ er die Wolverines.
Im Februar 2006 wurde Herrmann Linebacker-Trainer bei den New York Jets. Im Januar 2009 wechselte er zum Lokalrivalen New York Giants. In seiner Amtszeit gewannen die Giants 2012 den Super Bowl. Am 14. Januar 2016 wurde Herrmann als Linebacker-Trainer von den Indianapolis Colts verpflichtet.
In der Saison 2019 war er Associate Head Coach und Linebackers Coach der Bowling Green Falcons. In der Saison 2020 war er Defensive Coordinator der New York Guardians in der XFL. 2021 und 2022 war er erstmals in Europa tätig. Als Associate Head Coach und Linebackers Coach trainierte er die Lazio Ducks aus Rom in der italienischen Prima Divisione. Für die Saison 2023 kehrte er in die XFL zurück, die den Spielbetrieb wieder aufgenommen hatte. Bei den San Antonio Brahmas war er Defensive Coordinator.
Am 16. Oktober 2023 wurde er von den Raiders Tirol aus Innsbruck als neuer Head Coach für die Mannschaft in der European League of Football vorgestellt.